# Atje Keulen-Deelstra
Atje Keulen-Deelstra (Grouw, 31 december 1938 – Leeuwarden, 22 februari 2013) was een Nederlands schaatsster. Ze wordt gerekend tot de beste schaatsers die Nederland gekend heeft.
Keulen-Deelstra werd viermaal wereldkampioene allround en drie keer Europees kampioene. Zij won in 1972 bij de Olympische Spelen van Sapporo één zilveren en twee bronzen medailles. De Friezin werd vijfmaal nationaal kampioene op de schaatsmarathon en drie keer op de kortebaan. In totaal won zij eenenzestig schaatsmarathons.

## Biografie

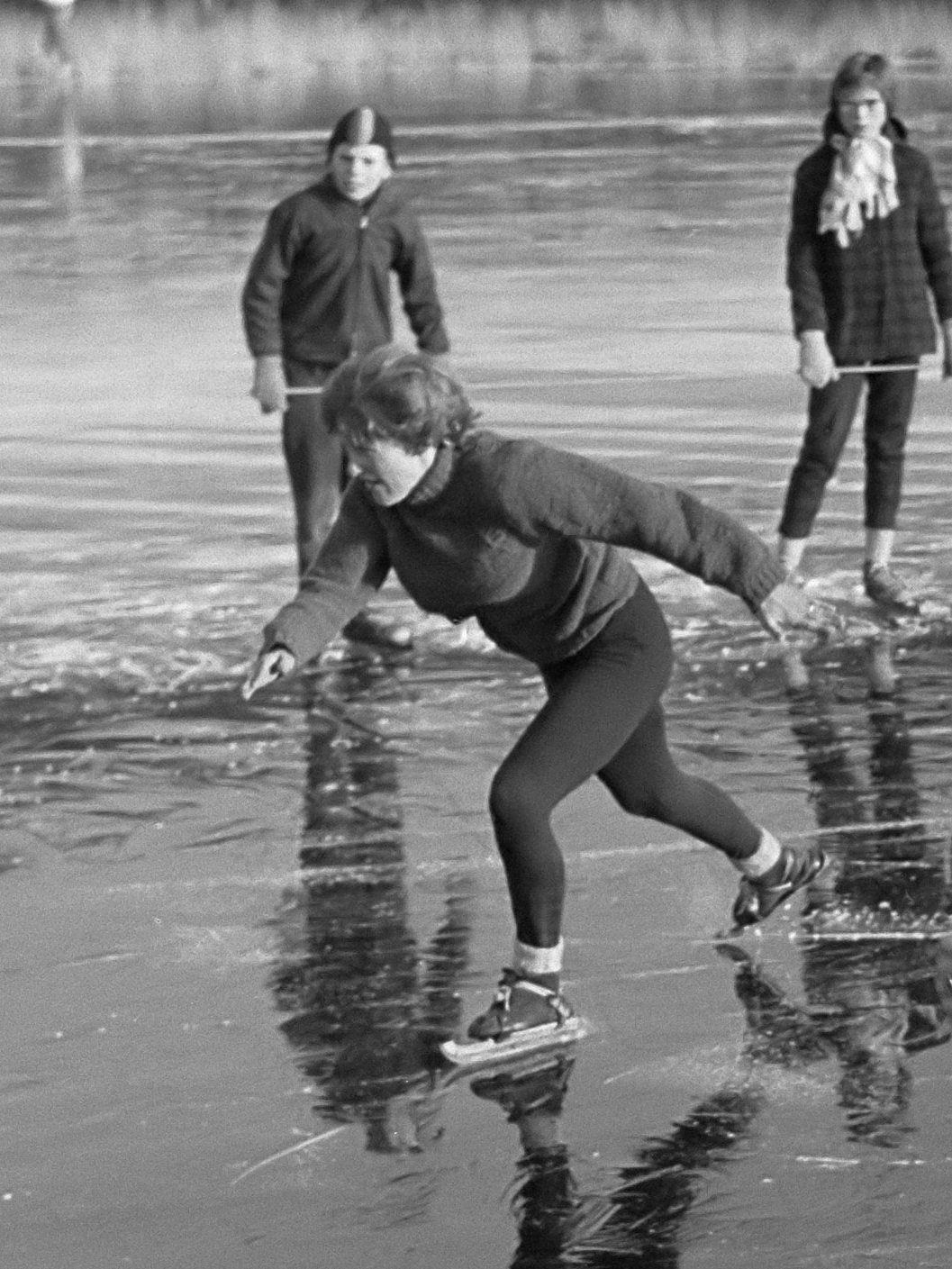
Atje Deelstra, 22 jaar, reed nog niet op noren. (1961)

Op haar elfde stond ze al in de krant als winnaar in Idaarderadeel.
Op haar vijftiende werd Atje Deelstra kampioene kortebaan van Friesland bij de meisjes. In 1969 deed Keulen-Deelstra voor het eerst mee aan het Nederlands kampioenschap allround, waar zij zevende werd. Daardoor had zij recht op een plek in de B-kernploeg, maar de KNSB vond haar daarvoor te oud. Pas nadat zij een jaar later nationaal kampioene werd, kon de schaatsbond niet meer om haar heen en werd zij op haar 32e voor het eerst toegelaten tot de nationale kernploeg.
De boerin en moeder van drie kinderen veroverde dat jaar de wereldtitel bij het allround schaatsen. Zij deed dit, als eerste vrouw, met slechts één afstandsmedaille, brons op de 1000m. Datzelfde jaar werd zij verkozen tot Sportvrouw van het jaar.
Nadat de internationale schaatssport in de jaren 60 in het teken had gestaan van de invoering van de kunstijsbaan, waarop steeds betere tijden werden gerealiseerd, werden de jaren 70 die van een volgende innovatie: die van  de aerodynamische kleding, waarmee vele records verder werden aangescherpt. Deze tweede technologische doorbraak, in de vorm van het zogeheten skinsuit, zou echter pas pas in 1976 algemeen worden gebruikt en Atje Keulen-Deelstra hield vast aan haar gebruikelijke outfit van altijd dezelfde sokken, hemd en onderbroek.
Bij de wereldkampioenschappen van 1971 in Helsinki maakte Keulen-Deelstra na een redelijke 500m de tweede race niet af. Zij bleek op de 1500m gestart te zijn met een braam op haar rechterschaats. Vooraf aan de start was zij over het middenterrein van de schaatsbaan gereden waar het ijs nogal stroef was. Keulen-Deelstra dacht dat zij daarbij een mankement aan haar schaats had opgelopen en toonde het schaatsijzer aan haar coach Kees Broekman. Die haalde er een steentje overheen dat hij voor die gelegenheden altijd bij zich droeg en keurde de schaats goed. Keulen-Deelstra had echter vanaf de eerste slag grote problemen om te glijden en kwam niet verder dan de eerste bocht. De binnenkant van het schaatsijzer bleek onder het rijden te zijn afgebroken.
Keulen-Deelstra werd opnieuw wereldkampioene in 1972, 1973 en 1974. Aan haar vijf deelnames aan het WK Allround hield zij twaalf afstandsmedailles over; zes gouden, twee zilveren en vier bronzen. Ook werd zij drie keer Europees en vier keer Nederlands kampioene langebaan en drie keer Nederlands kampioene kortebaan.
Op de Olympische Winterspelen van 1972 in Sapporo won Keulen-Deelstra een zilveren medaille op de 1000m en brons op de 1500m en 3000m.
Keulen-Deelstra was erg bijgelovig. Het kettinkje dat zij droeg toen zij voor het eerst nationaal kampioene langebaan werd, bleef zij bij al haar wedstrijden dragen. Ook droeg zij altijd dezelfde sokken, hemd en onderbroek. Zij kocht dan wel elk jaar nieuwe, maar altijd van dezelfde kleur. Ook knakte zij vlak voor de start haar duimen.
In 1974 stopte zij op 35-jarige leeftijd met haar actieve schaatscarrière op de langebaan. Als reden gaf de Friezin dat zij na vier wereldtitels de uitdaging miste om opnieuw een heel jaar te trainen voor een vijfde. Zij had eigenlijk al een jaar eerder willen stoppen, maar besloot toen door te gaan, omdat zij nog een keer op de 'wonderbaan' van Alma-Ata wilde rijden waar het wereldkampioenschap van 1974 verreden zou worden. Dat ging echter niet door en het WK werd verreden in Heerenveen in het Thialf-stadion, waar ze de titel binnensleepte. Keulen-Deelstra bleef actief in de schaatswereld. Vijfmaal werd zij Nederlands kampioene op de schaatsmarathon, de laatste keer in 1980 op 41-jarige leeftijd.
De Elfstedentocht van 1997 volbracht Keulen-Deelstra enkele weken nadat zij gewond was geraakt bij een verkeersongeval. Eind 1999 werd zij uitgeroepen tot beste Friese schaatsster van de twintigste eeuw. Ook was zij erelid van de KNSB. Met ingang van 30 september 2016 is de 400-meterbaan van de Elfstedenhal in Leeuwarden hernoemd als Atje Keulen-Deelstra-baan, naar een oude belofte aan Deelstra.

## Overlijden
Een week voor het overlijden van Keulen-Deelstra evenaarde Ireen Wüst in Hamar haar Nederlands record van vier wereldkampioenschappen langebaan. Keulen-Deelstra wilde het niet vergelijken met veertig jaar geleden: "Dat is onmogelijk. Alles was anders destijds. Wij reden bijvoorbeeld geen vijf kilometer, de drie kilometer was onze langste afstand. Wij trainden anders en minder. Nu is er veel medische zorg en ze rijden op klapschaatsen." Op 22 februari 2013 overleed Keulen-Deelstra als gevolg van een herseninfarct. Zij raakte in coma en ontwaakte daar niet meer uit. Ze is gecremeerd op 28 februari 2013 in Goutum.

## Varia

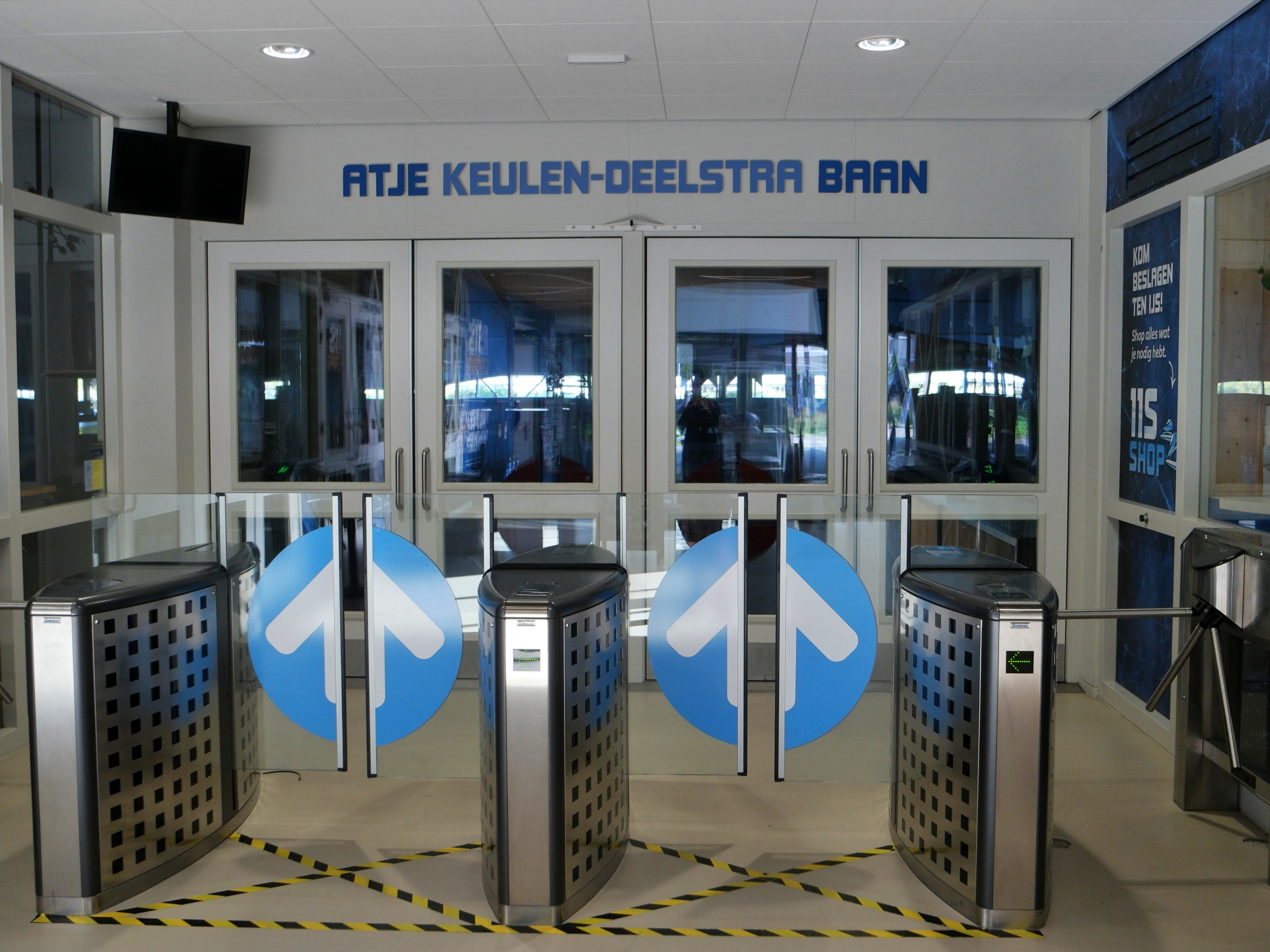
Toegang Atje Keulen-Deelstra baan in de Elfstedenhal te Leeuwarden (2024)

- Na haar laatste wereldkampioenschap in 1974 wachtte Nederland dertig jaar op een nieuwe Nederlandse wereldkampioene langebaan. In 2004 won Renate Groenewold haar enige wereldtitel.[14]
- Atje Deelstra trouwde in 1962 met de veehouder Jelle Keulen die vooraf aan de wedstrijden altijd haar schaatsen zou slijpen. Jelle Keulen overleed in 2011. Hun dochter Boukje is ook langebaanschaatsster geweest, met resultaten op nationaal niveau.
- André van Duin bracht in 1980 de single Nederland, die heeft de bal uit. Aan het eind van de B-kant We gaan naar Rome toe roept hij: "Atje Keulen-Deelstra!"

## Persoonlijke records
| Afstand    | Tijd    | Datum            | Baan       |
| ---------- | ------- | ---------------- | ---------- |
| 500 meter  | 43,78   | 2 februari 1974  | Medeo      |
| 1000 meter | 1.28,26 | 3 februari 1974  | Medeo      |
| 1500 meter | 2.15,84 | 2 februari 1974  | Medeo      |
| 3000 meter | 4.49,07 | 24 februari 1974 | Heerenveen |

## Resultaten
| jaar | NK Kortebaan | NK Marathon Kunstijs | NK Allround          | EK Allround          | WK Allround           | WK Sprint            | Olympische Spelen               |
| ---- | ------------ | -------------------- | -------------------- | -------------------- | --------------------- | -------------------- | ------------------------------- |
| 1963 | Zilver       |                      |                      |                      |                       |                      |                                 |
| 1969 | Goud         |                      | 7e (5e, 11e, 6e, 6e) |                      |                       |                      |                                 |
| 1970 |              |                      | · (, )               | 4e (6e, 12e, 4e, 4e) | · (6e, 4e, , 4e)      | · (, 6e, 4e, 5e)     |                                 |
| 1971 |              |                      | · (, , 4e)           | 4e · (7e, , 11e, 4e) | DNS2 (7e, DNS, 7e, -) | 4e · (, 6e, 4e, 28e) |                                 |
| 1972 |              |                      | · (, )               | · (4e, , 4e, )       | · (, )                | 4e · (, , 7e, 5e)    | 6e 500m · 1000m · 1500m · 3000m |
| 1973 |              |                      | · (, ,, )            | · (, ,, )            | · (, ,, )             | · (, ,, 4e)          |                                 |
| 1974 |              |                      | · (, ,, )            | · (, ,, 4e)          | · (5e, ,, )           | · (6e, 5e, 6e, )     |                                 |
| 1975 |              | Goud                 |                      |                      |                       |                      |                                 |
| 1976 | Goud         | Goud                 |                      |                      |                       |                      |                                 |
| 1977 | Goud         | Goud                 |                      |                      |                       |                      |                                 |
| 1978 | Zilver       | Goud                 |                      |                      |                       |                      |                                 |
| 1979 |              | 7e                   |                      |                      |                       |                      |                                 |
| 1980 |              | Goud                 |                      |                      |                       |                      |                                 |

### Medaillespiegel
| Kampioenschap           | Goud | Zilver | Brons |
| ----------------------- | ---- | ------ | ----- |
| NK Kortebaan            | 2    | 2      | 0     |
| NK Marathon op kunstijs | 5    | 0      | 0     |
| NK Allround Klassement  | 4    | 1      | 0     |
| NK Allround Afstanden   | 9    | 5      | 5     |
| EK Allround Klassement  | 3    | 0      | 0     |
| EK Allround Afstanden   | 7    | 1      | 2     |
| WK Allround Klassement  | 4    | 0      | 0     |
| WK Allround Afstanden   | 6    | 2      | 4     |
| WK Sprint Klassement    | 0    | 2      | 1     |
| WK Sprint Afstanden     | 0    | 3      | 5     |
| Olympische Spelen       | 0    | 1      | 2     |

## Wereldrecords
| Nr. | Afstand      | Tijd    | Datum           | Baan   |
| --- | ------------ | ------- | --------------- | ------ |
| 1   | 1500 m       | 2.17,2  | 14 maart 1970   | Inzell |
| 2   | minivierkamp | 182.805 | 16 januari 1972 | Inzell |

## Nederlandse records
| Nr. | Afstand      | Tijd    | Datum              | Baan       |
| --- | ------------ | ------- | ------------------ | ---------- |
| 1   | 500 m        | 45,0    | 25 januari 1970    | Davos      |
| 2   | 500 m        | 44,5    | 14 maart 1970      | Inzell     |
| 3   | 1500 m       | 2.17,2  | 14 maart 1970      | Inzell     |
| 4   | 500 m        | 44,23   | 20 februari 1971   | Inzell     |
| 5   | minivierkamp | 182.805 | 15/16 januari 1972 | Inzell     |
| 6   | 500 m        | 44,23   | 4 maart 1972       | Heerenveen |
| 7   | 500 m        | 44,17   | 3 maart 1973       | Inzell     |
| 8   | 500 m        | 43,78   | 2 februari 1974    | Medeo      |
| 9   | 1000 m       | 1.28,26 | 3 februari 1974    | Medeo      |

## Wereldrecords laaglandbaan (officieus)
| Nr. | Afstand    | Tijd    | Datum            | Baan       |
| --- | ---------- | ------- | ---------------- | ---------- |
| 1.  | 1000 meter | 1.30,49 | 4 maart 1972     | Heerenveen |
| 2.  | 1000 meter | 1.28,91 | 23 februari 1974 | Heerenveen |